# Hiroto Mogi
Hiroto Mogi (jap. 茂木 弘人 Mogi Hiroto; ur. 2 marca 1984) – japoński piłkarz. Obecnie występuje w Fukushima United FC.

## Kariera klubowa
Od 2002 roku występował w klubach Sanfrecce Hiroszima, Vissel Kobe i Fukushima United FC.

## Kariera reprezentacyjna
W 2003 roku Hiroto Mogi zagrał na Mistrzostwach Świata U-20.